# Mlýnský pramen

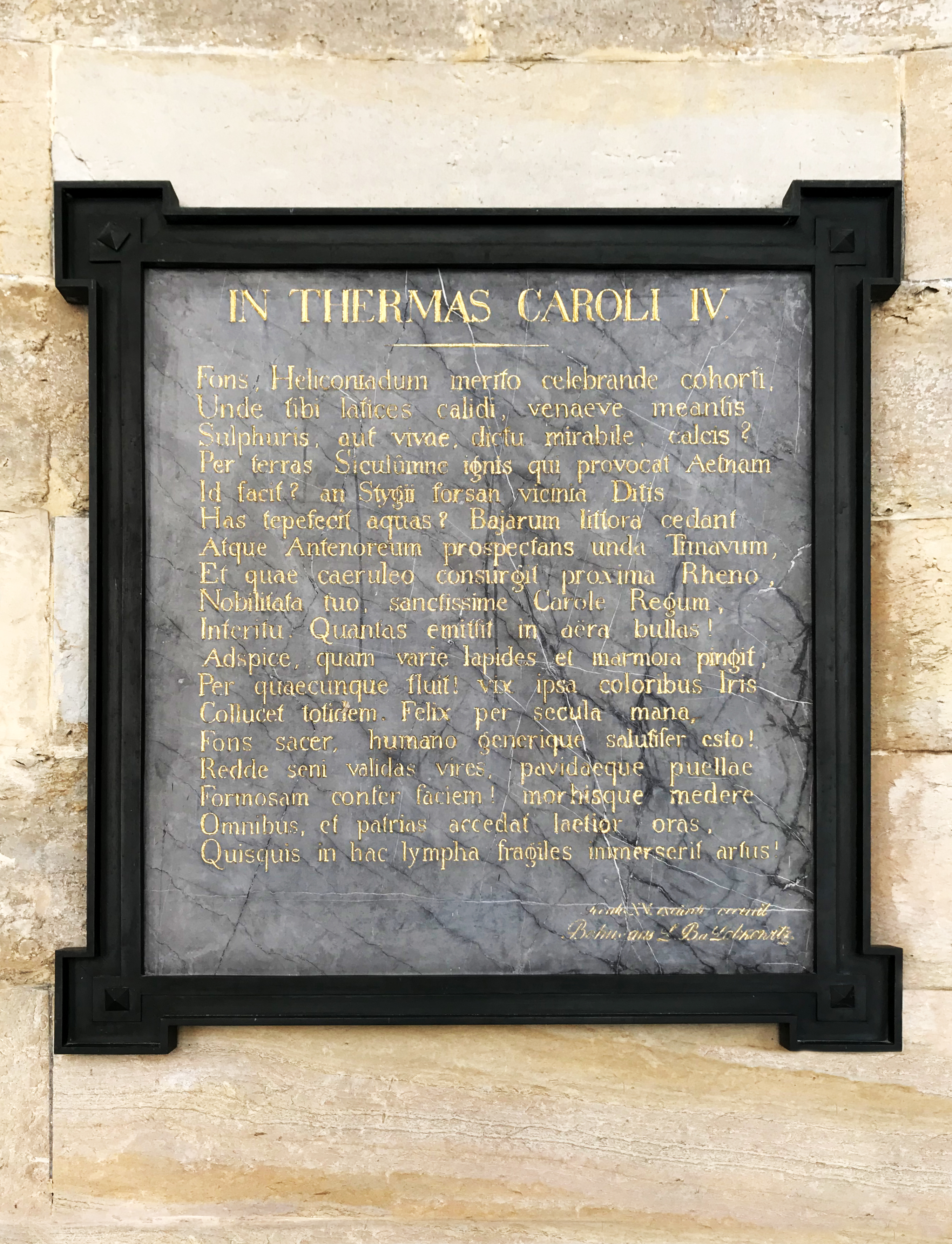
Latinský text básně Bohuslava Hasištejnského z Lobkovic

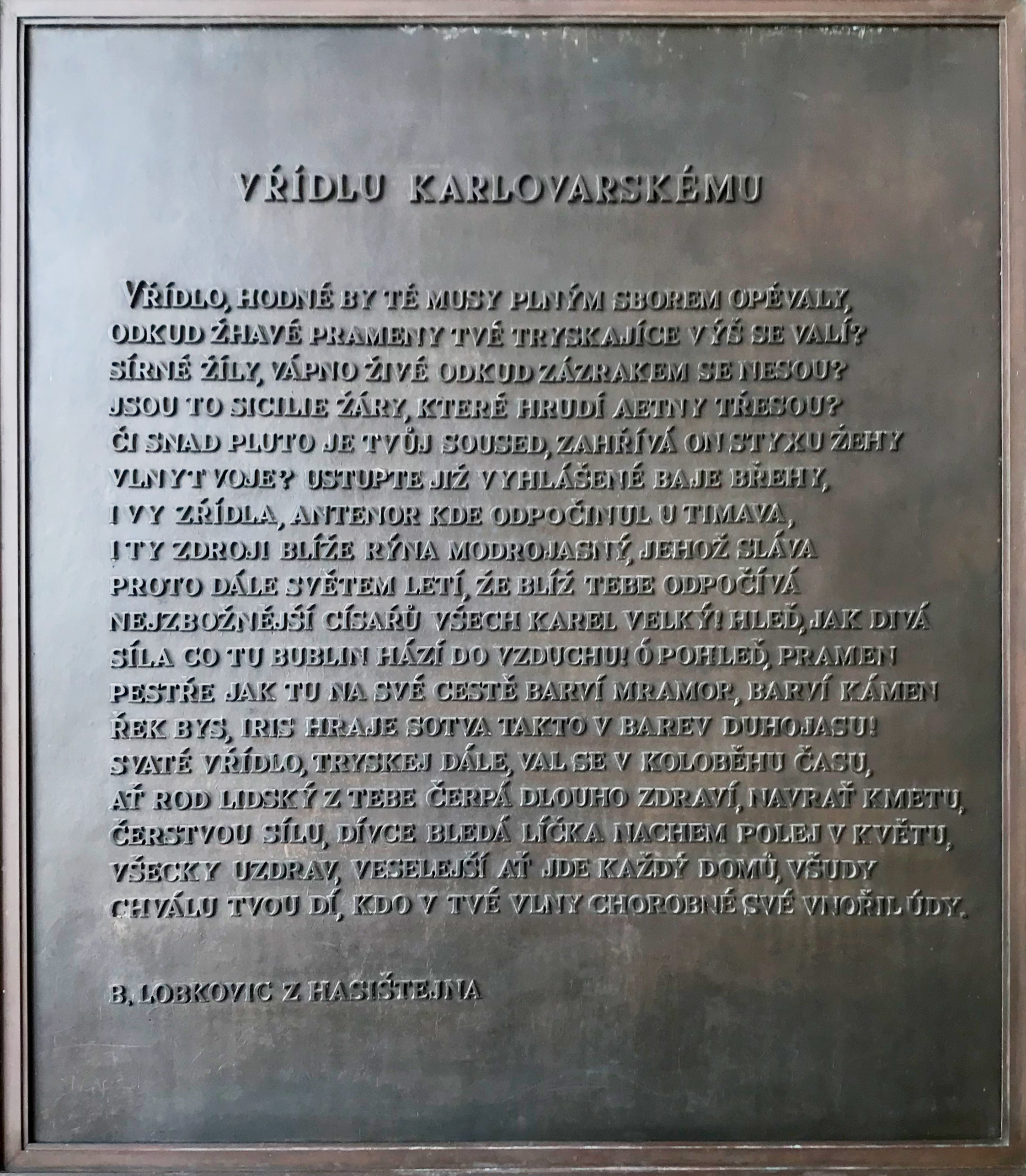
Český překlad textu básně Jaroslava Vrchlického

Mlýnský pramen je šestý karlovarský minerální pramen. Nachází se na levém břehu řeky Teplé uprostřed lázeňské části Karlových Varů. Umístěn je na jihovýchodním konci Mlýnské kolonády, jeho teplota je 61 °C a vydatnost 4,3 litrů/min. Je volně přístupný.

## Historie
Pramen patří k nejstarším karlovarským termálním pramenům, znám je již od 16. století. Jméno dostal podle mlýna na řece Teplé, který až do konce 18. století stával nedaleko. Původně byl využíván jen ke koupelím a teprve v roce 1705, na doporučení profesora Friedricha Hoffmanna z Halle, se uvažovalo o jeho užívání k pitné kúře. V roce 1711 zde byly zřízeny lázně o pěti kabinách (dnes považováno za počátek balneoprovozu v Karlových Varech), pramen tu byl poprvé zachycen dřevěnou jímkou a v objektu jímán.
V roce 1759 poničil město velký požár. Poté nechala Marie Terezie, na místě původních malých dřevěných lázní v tehdy již věhlasném lázeňském městě, postavit novou barokní budovu Mlýnské lázně (první veřejný lázeňský dům ve městě). V té době byl pramen nově jímán a po určitou dobu byly problémy s jeho vydatností.
Roku 1827 na žádost města došlo k radikální úpravě Mlýnského nábřeží. Kvůli prodloužení kolonády Nového pramene byla budova Mlýnských lázní stržena, a na jejím místě byl podle návrhu inženýra Josefa Esche postaven nový pavilon Mlýnského pramene. Roku 1870 byla tehdy již nevyhovující dřevěná kolonáda Nového pramene zbořena a v letech 1871–1881 nahrazena kamennou Mlýnskou kolonádou architekta Josefa Zítka. Výstavba však zasáhla do hydrogeologických poměrů a pramen byl výrazně oslaben.
Některé karlovarské prameny často zanikaly a zase se objevovaly. Mlýnský pramen byl v posledních sto letech jímán nejméně šestkrát, a to vždy na jiném místě. Např. až do začátku 20. století se k jeho pramenní váze sestupovalo po několika schodech – výše jeho voda tehdy nevystoupala.

## Současný stav
Mlýnský pramen je vnímán jako druhý nejznámější (po Vřídle), a také je v Karlových Varech druhý nejstarší. Jde o silnou mineralizovanou vodu hydrogenuhličitano–sírano–chlorido–sodného typu, se zvýšeným obsahem fluoridů a kyseliny křemičité. Dnešní pramenní vázu zásobuje 12,5 metrů hluboký vrt. Pramen dosahuje teploty 61 °C, jeho vydatnost je 4,3 litrů/min., obsah CO2 je 0,6 g/l a mineralizace 6,399 g/l.

## Zajímavost
Pramenní váza (z červenohnědého granitu) je umístěná v polokruhové apsidě, která je součástí Mlýnské kolonády. Nad pramenem visí mramorová deska Bohuslava Hasištejnského z Lobkovic z roku 1500, na které je latinský originál jeho básně Óda na Vřídlo. Na druhé desce je pak její překlad od Jaroslava Vrchlického.